# Anisoptera laevis
Espèce
Classification phylogénétique
Statut de conservation UICN

 VU  : Vulnérable
 Anisoptera laevis est une espèce de grands arbres sempervirent de Sumatra et Bornéo, appartenant à la famille des Diptérocarpacées.

## Répartition
Forêts de diptérocarps de Sumatra, Singapour, Brunei, Sabah, Sarawak.

## Préservation
Menacé par la déforestation. Quelques populations sont préservées dans des réserves forestières.